# 영해군 (왕족)
영해군 이장(寧海君 李璋, 1435년 4월 27일(음력 3월 20일) ~ 1477년 6월 24일(음력 5월 5일))은 조선의 왕족으로, 세종의 17남이자 서9남이며, 어머니는 신빈 김씨이다.

## 생애
1435년(세종 17년) 3월 20일 밤, 세종과 신빈 김씨(愼嬪 金氏)의 5남으로 태어났다. 초명은 장(璋)이었으나 후에 당(瑭)으로 개명하였다. 1442년(세종 24년) 영해군(寧海君)으로 책봉되었다. 부인은 임천군부인 평산 신씨(林川郡夫人 平山 申氏)이다. 자녀로는 신씨가 낳은 장남 영춘군 인(永春君 仁)과 차남 길안도정 의(吉安正 義), 장녀 이씨가 있다. 성격은 화목한 것을 좋아하여 다투는 일이 없었다 한다. 시호는 안도(安悼)이다.

## 가족 관계
- 부 : 세종(世宗, 1397 ~ 1450)
- 모 : 신빈 김씨(愼嬪 金氏, 1406 ~ 1464)
  - 형 : 계양군 이증(桂陽君 李璔, 1427 ~ 1464)
  - 형 : 의창군 이공(義昌君 李玒, 1428 ~ 1460)
  - 형 : 밀성군 이침(密城君 李琛, 1430 ~ 1479)
  - 형 : 익현군 이연(翼峴君 李璭, 1431 ~ 1463)
  - 남동생 : 담양군 이거(潭陽君 李璖, 1439 ~ 1450)
  - 정부인 : 임천군부인 평산 신씨(林川郡夫人 平山 申氏) - 한성윤(漢城尹) 증찬성(贈贊成) 신윤동(申允童)의 딸
    - 장남 : 영춘군 이인(永春君 李仁, 1465년 4월 6일 ~ 1507년 4월 27일)
    - 며느리 : 광양현부인 진주 류씨(光陽縣夫人 晋州 柳氏) - 행목사(行牧使) 증 영의정(贈 領議政) 류양(柳壤)의 딸
      - 손녀 : 파평 윤씨 부호군(副護軍) 윤회충(尹懷忠)의 처
      - 손녀 : 이천(李瑏, 1504 ~ ?) - 좌의정(左議政) 윤개(尹漑)의 처
      - 손자 : 완천군 이희(完川君 李禧, 1516년 1월 23일 ~ ?년 2월 19일)
      - 손자 : 강녕부정(江寧副正) 이기(李祺, ? ~ 1581)
      - 손자 : 순성부정(蓴城副正) 이정(李禎)
      - 손자 : 덕녕부정(德寧副正) 이의(李禕, ? ~ ?년 6월 22일)

    - 차남 : 길안도정(吉安都正) 이의(李義, ? ~ ?년 4월 3일)
    - 며느리 : 여산 송씨 - 부사(府使) 송자강(宋自剛)의 딸
      - 손자 : 시산부정(詩山副正) 이정숙(李正叔, ? ~ 1581)
      - 손녀 : 전주 이씨(1492 ~ ?) - 평산 신씨 한림(翰林) 신준미(申遵美)의 처

    - 며느리 : 청주 한씨 - 상당부원군(上黨府院君) 한명회(韓明澮)의 서녀
      - 손자 : 청화수(淸化守) 이창숙(李昌叔, 1502 ~ ?년 12월 1일)
      - 손자 : 송계수(松溪守) 이중숙(李仲叔, 1503 ~ ?)
      - 손자 : 은계수(銀溪守) 이말숙(李末叔, 1507 ~ ?년 2월 9일)
      - 손자 : 벽계수(碧溪守) 이종숙(李終叔, 1508 ~ 1579)
      - 손자 : 옥계수(玉溪守) 이필숙(李畢叔, 1511 ~ ?)

    - 며느리(측실) : 이름 미상
      - 서손녀 : 전주 이씨(1504 ~ ?) - 수안 이씨 참봉(參奉) 이삼(李蔘)의 처
      - 서손녀 : 전주 이씨(1509 ~ ?) - 원주 이씨 숙릉참봉(淑陵參奉) 이효원(李孝元)의 처
      - 서손녀 : 충주 지씨 습독(習讀) 지윤리(池允利)의 처

    - 장녀 : 밀양 박씨 박승약(朴承爚)의 처
      - 손자 : 박훈(朴薰)